# Tekat
Tekat es una comisaría del municipio de Mocochá en el estado de Yucatán localizado en el sureste de México.

## Localización
Tekat se encuentra al surponiente de la población de  Mocochá y al nororiente de Conkal.

## Origen del nombre
El nombre (Tekat) proviene del idioma maya.

## Infraestructura
Entre la infraestructura con la que cuenta:
- Una escuela primaria.
- Una exhacienda semiabandonada.

## Las haciendas en Yucatán
Las haciendas en Yucatán fueron organizaciones agrarias que surgieron a finales del siglo XVII y en el curso del siglo XVIII a diferencia de lo que ocurrió en el resto de México y en casi toda la América hispana, en que estas fincas se establecieron casi inmediatamente después de la conquista y durante el siglo XVII. En Yucatán, por razones geográficas, ecológicas y económicas, particularmente la calidad del suelo y la falta de agua para regar, tuvieron una aparición tardía.
Una de las regiones de Yucatán en donde se establecieron primero haciendas maiceras y después henequeneras, fue la colindante y cercana con Mérida. A lo largo de los caminos principales como en el "camino real" entre Campeche y Mérida, también se ubicaron estas unidades productivas. Fue el caso de los latifundios de Yaxcopoil, Xtepén, Uayalceh, Temozón, Itzincab y San Antonio Sodzil.
Ya en el siglo XIX, durante y después la llamada Guerra de Castas, se establecieron las haciendas henequeneras en una escala más amplia en todo Yucatán, particularmente en la región centro norte, cuyas tierras tienen vocación para el cultivo del henequén.
En el caso de Tekat, al igual que la mayoría de las otras haciendas, dejaron de serlo, con peones para el cultivo de henequén, para convertirse en un ejido, es decir, en una unidad colectiva autónoma, con derecho comunitario de propiedad de la tierra, a partir del año 1937, después de los decretos que establecieron la reforma agraria en Yucatán, promulgados por el presidente Lázaro Cárdenas del Río. El casco de la hacienda permaneció como propiedad privada.

## Importancia histórica
Tuvo su esplendor durante la época del auge henequenero y emitió fichas de hacienda las cuales por su diseño son de interés para los numismáticos.

## Demografía
Según el censo de 2005 realizado por el INEGI, la población de la localidad era de 532 habitantes, de los cuales 279 eran hombres y 253 eran mujeres.
| 128                         | 205 | 159 | 291 | 236 | 310 | 372 | 412 | 503 | 459 | 497 | 533 | 532 |
| (Fuente: INEGI [Consultar]) |     |     |     |     |     |     |     |     |     |     |     |     |

## Galería

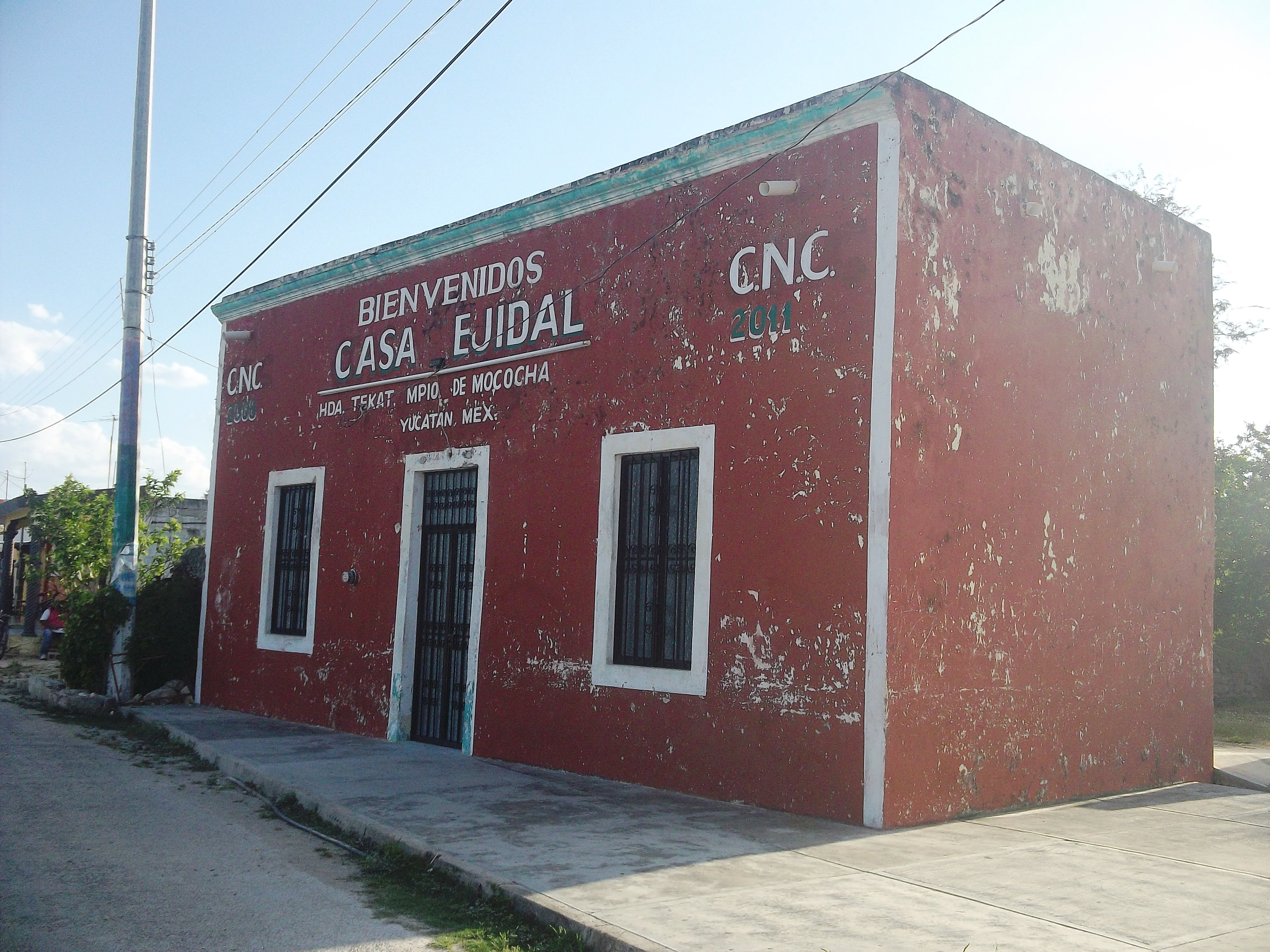
Casa ejidal de Tekat.
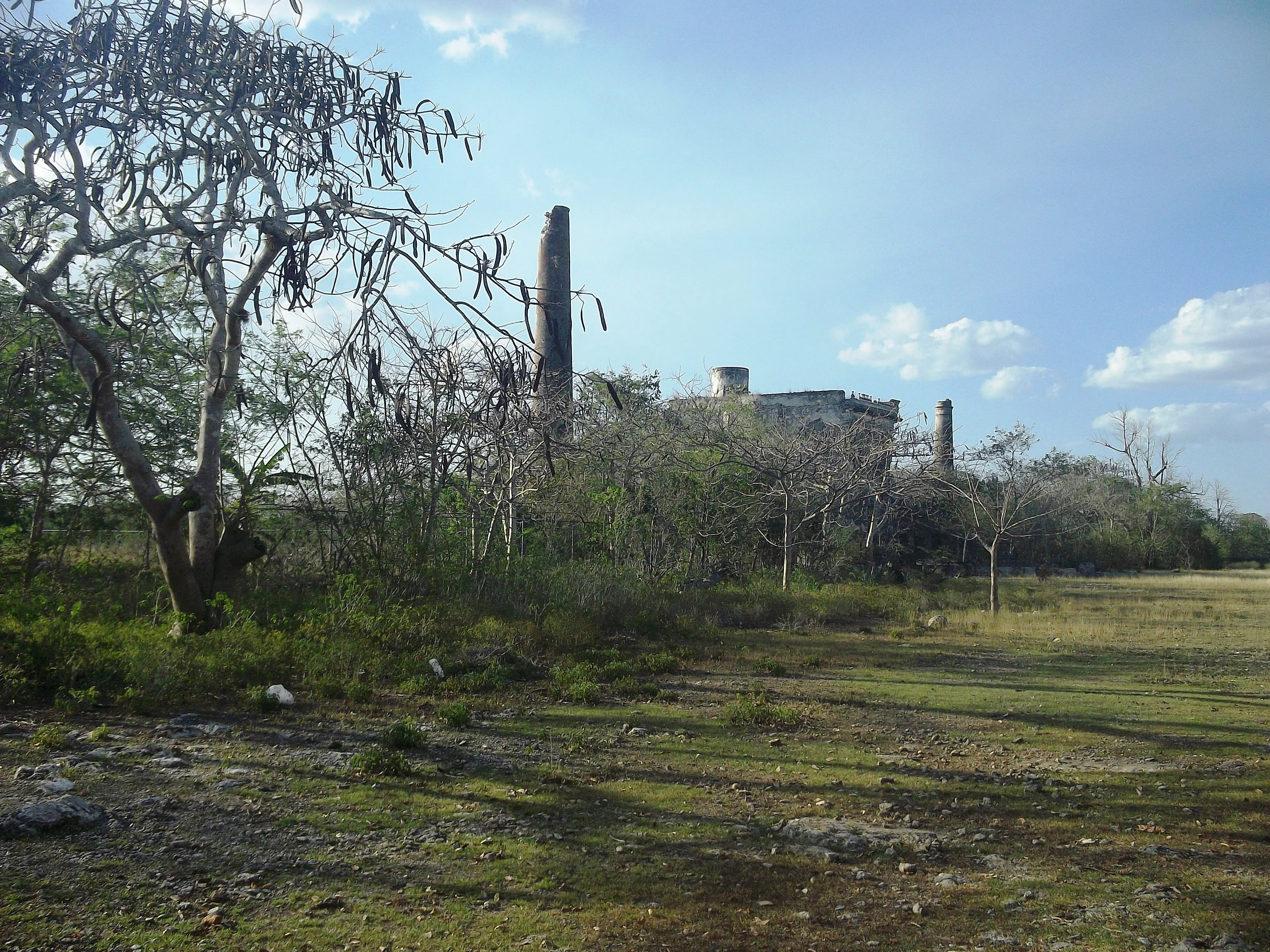
Vista de la hacienda Tekat.
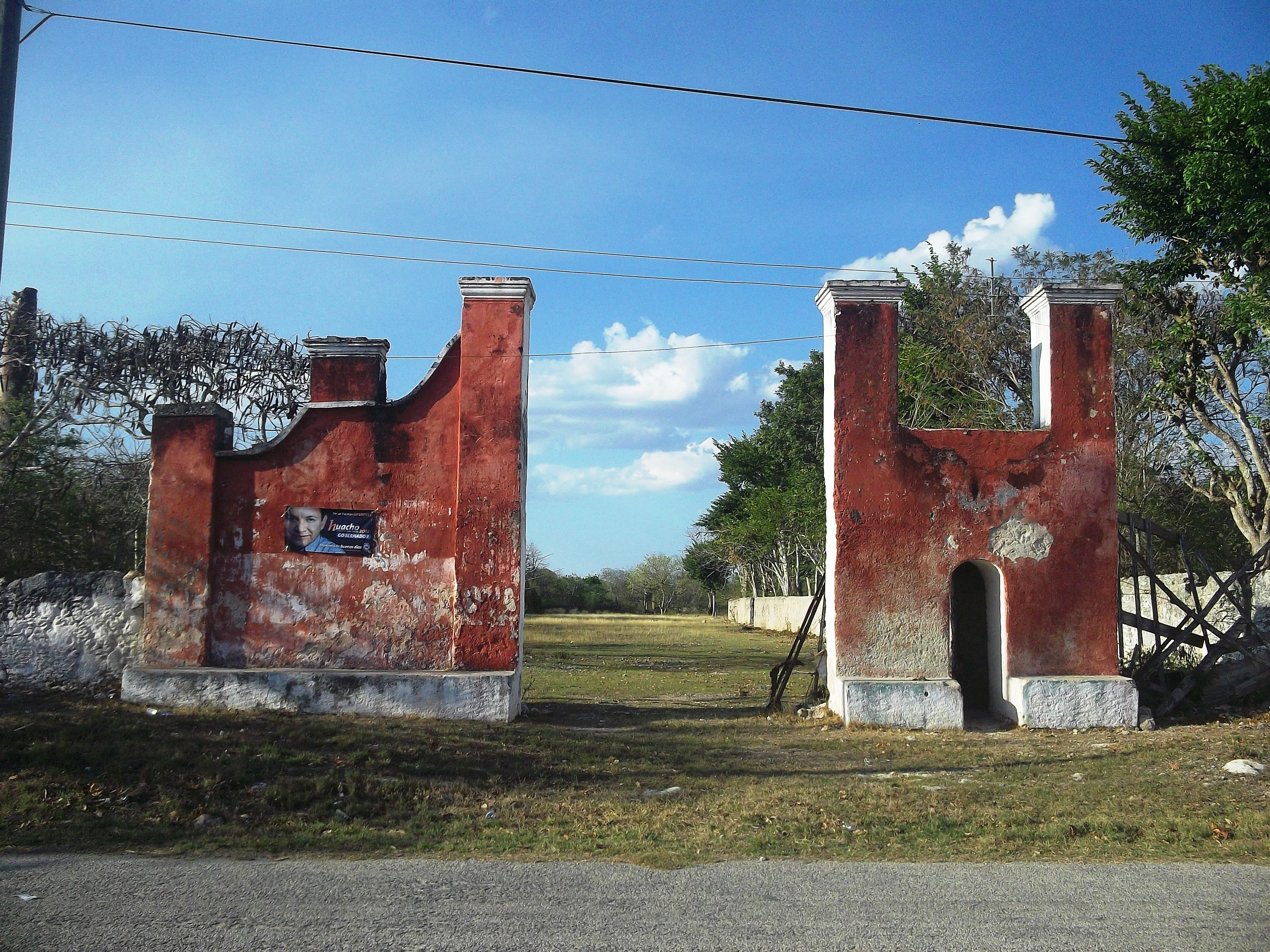
Vista de la hacienda Tekat.
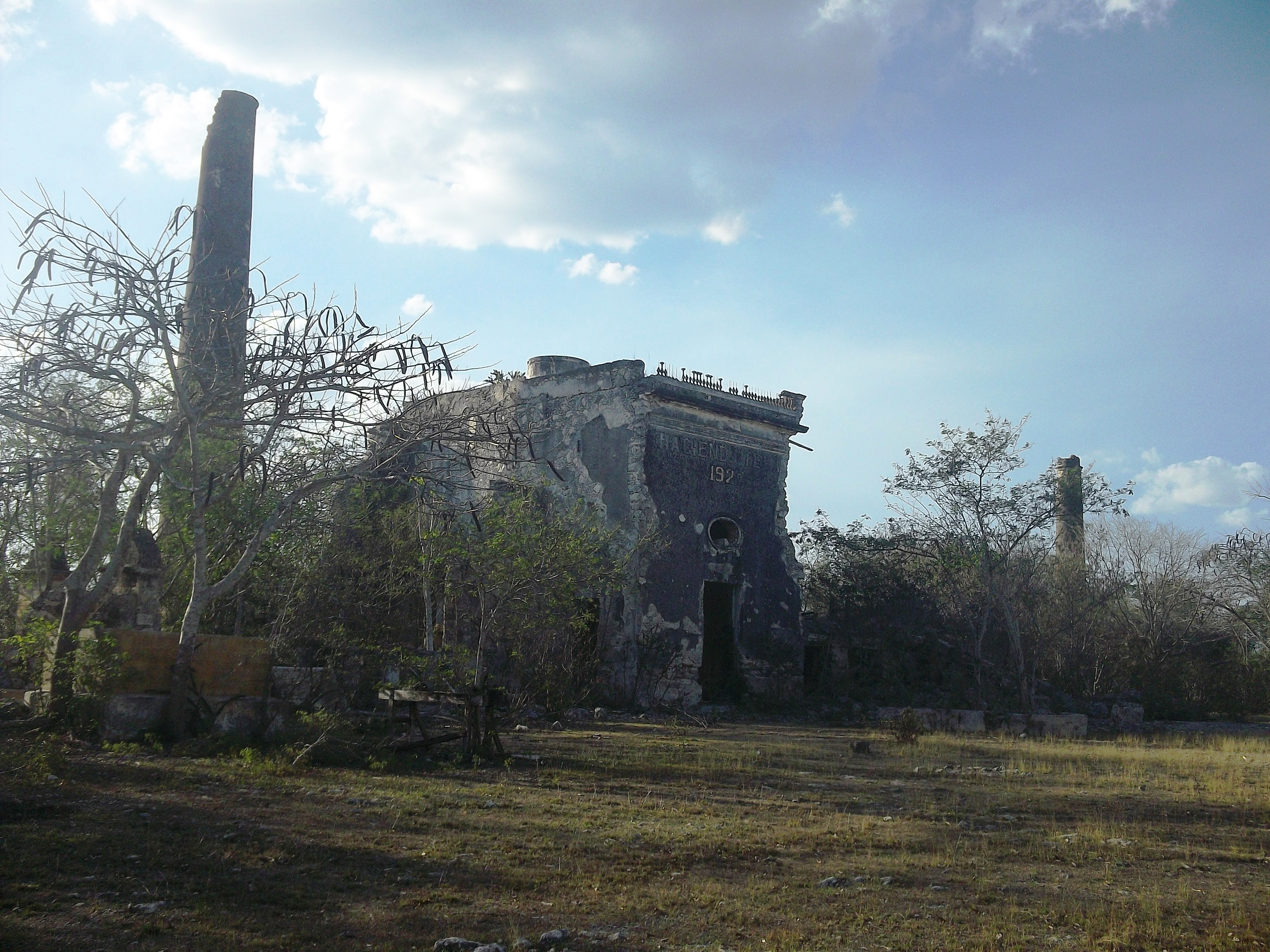
Vista de la hacienda Tekat.
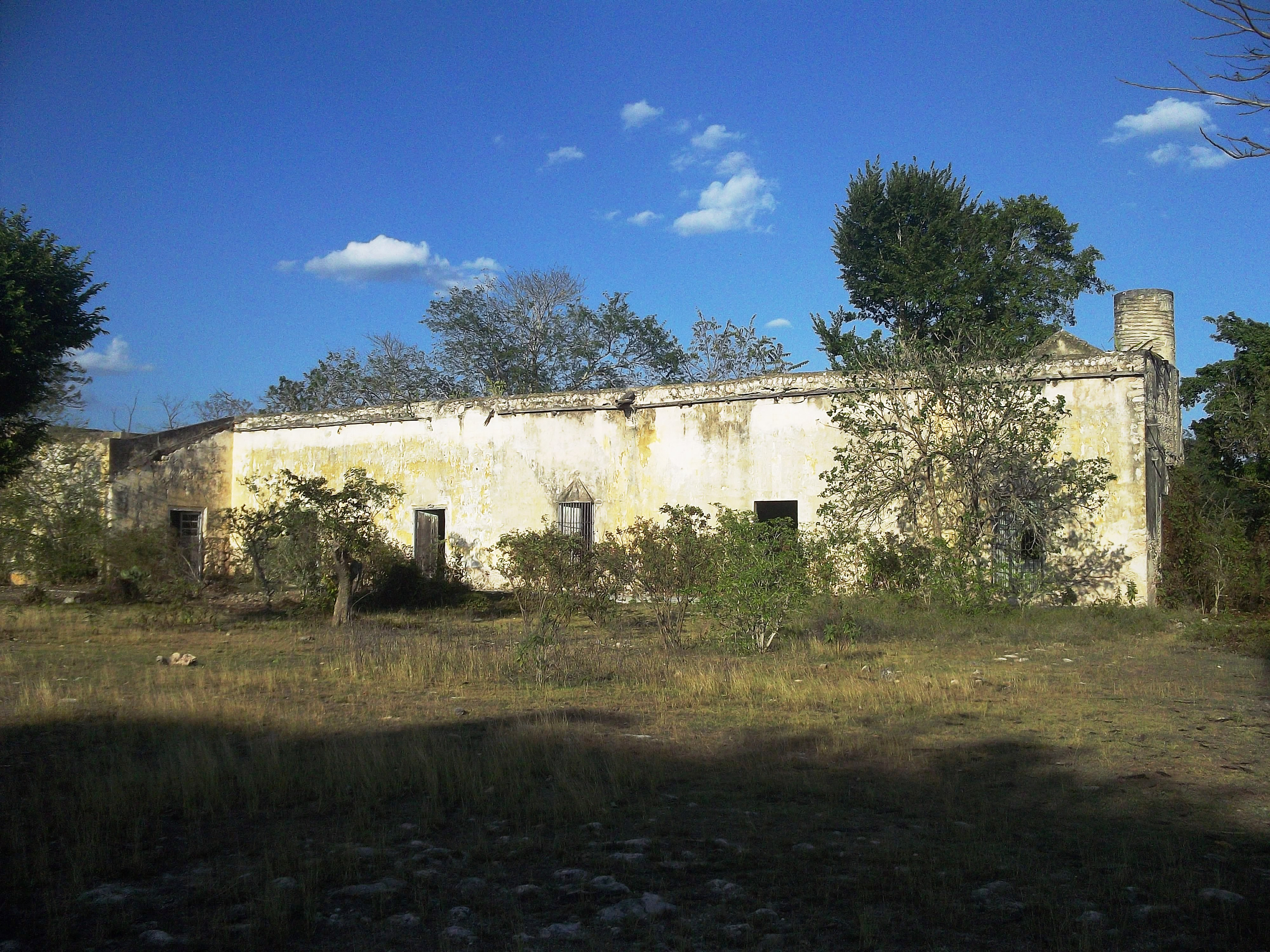
Vista de la hacienda Tekat.
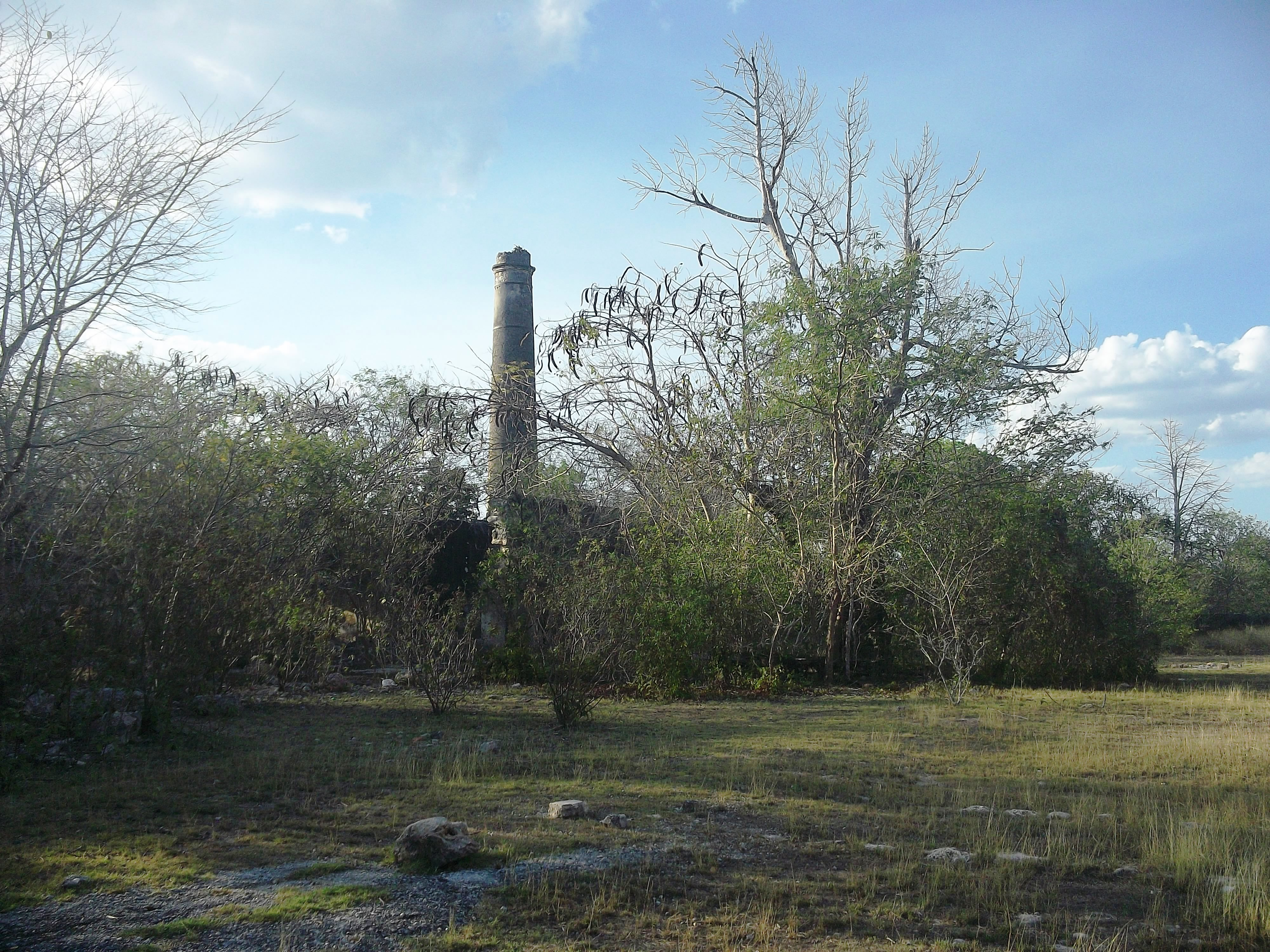
Vista de la hacienda Tekat.
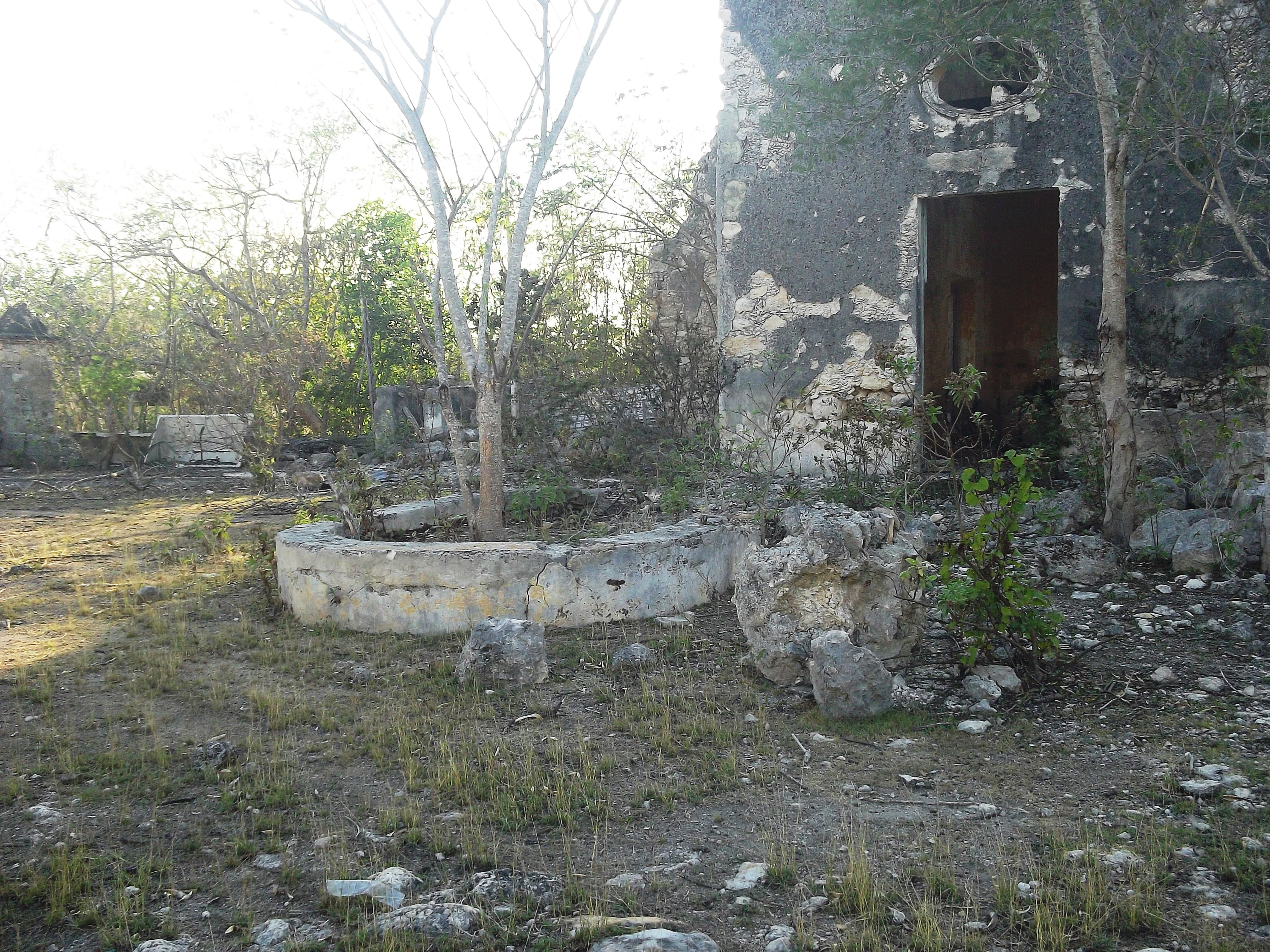
Vista de la hacienda Tekat.
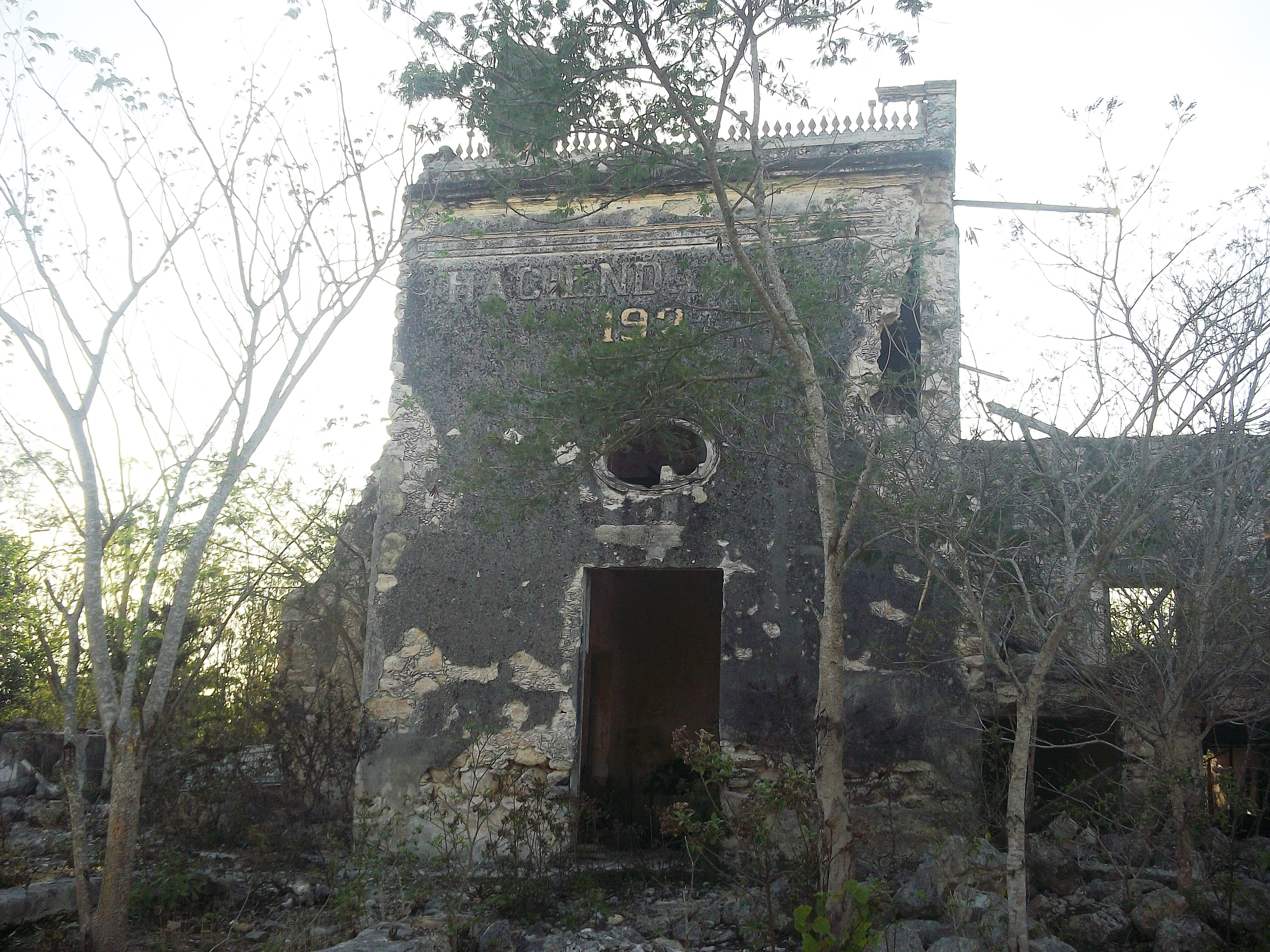
Vista de la hacienda Tekat.
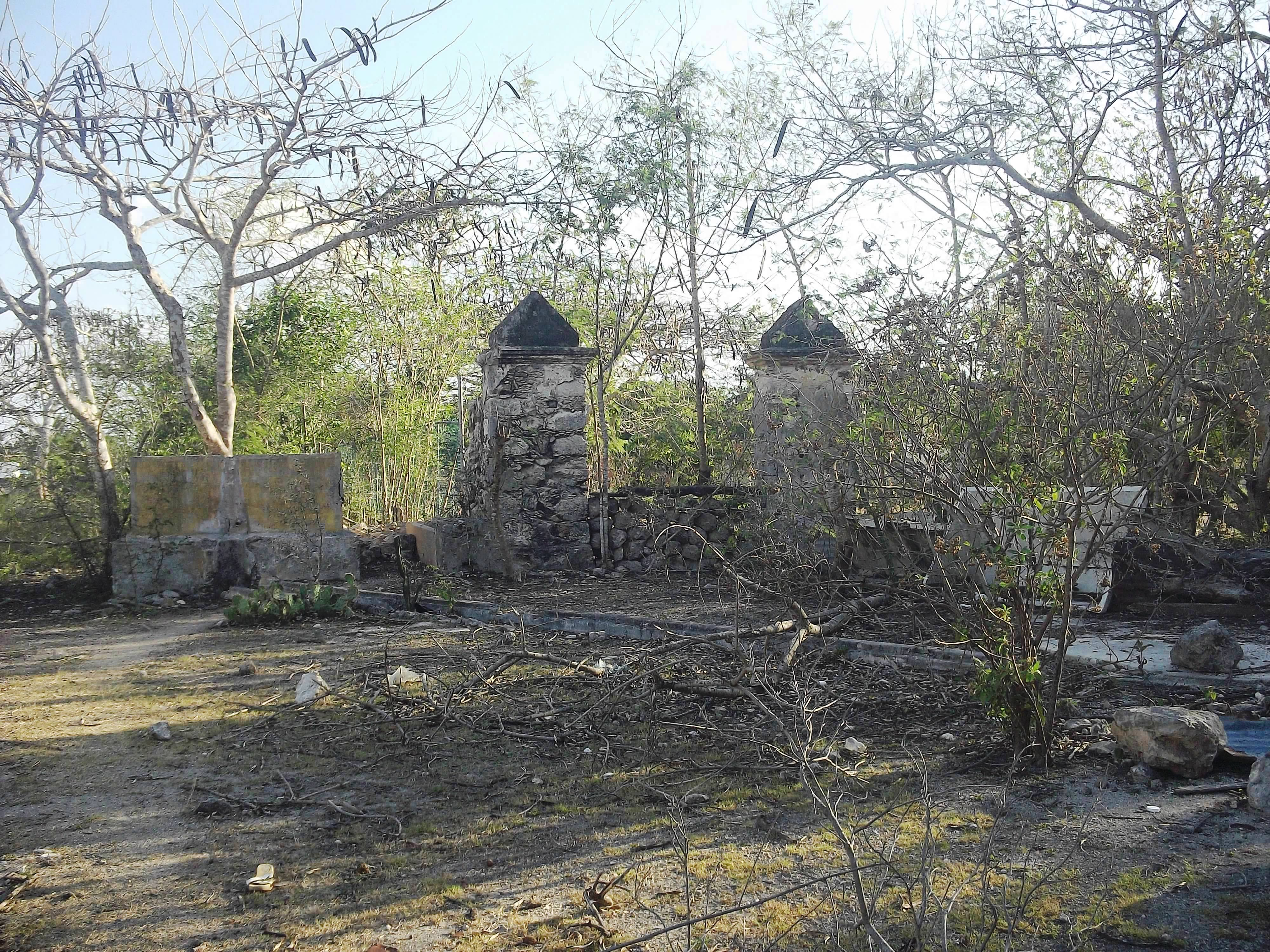
Vista de la hacienda Tekat.
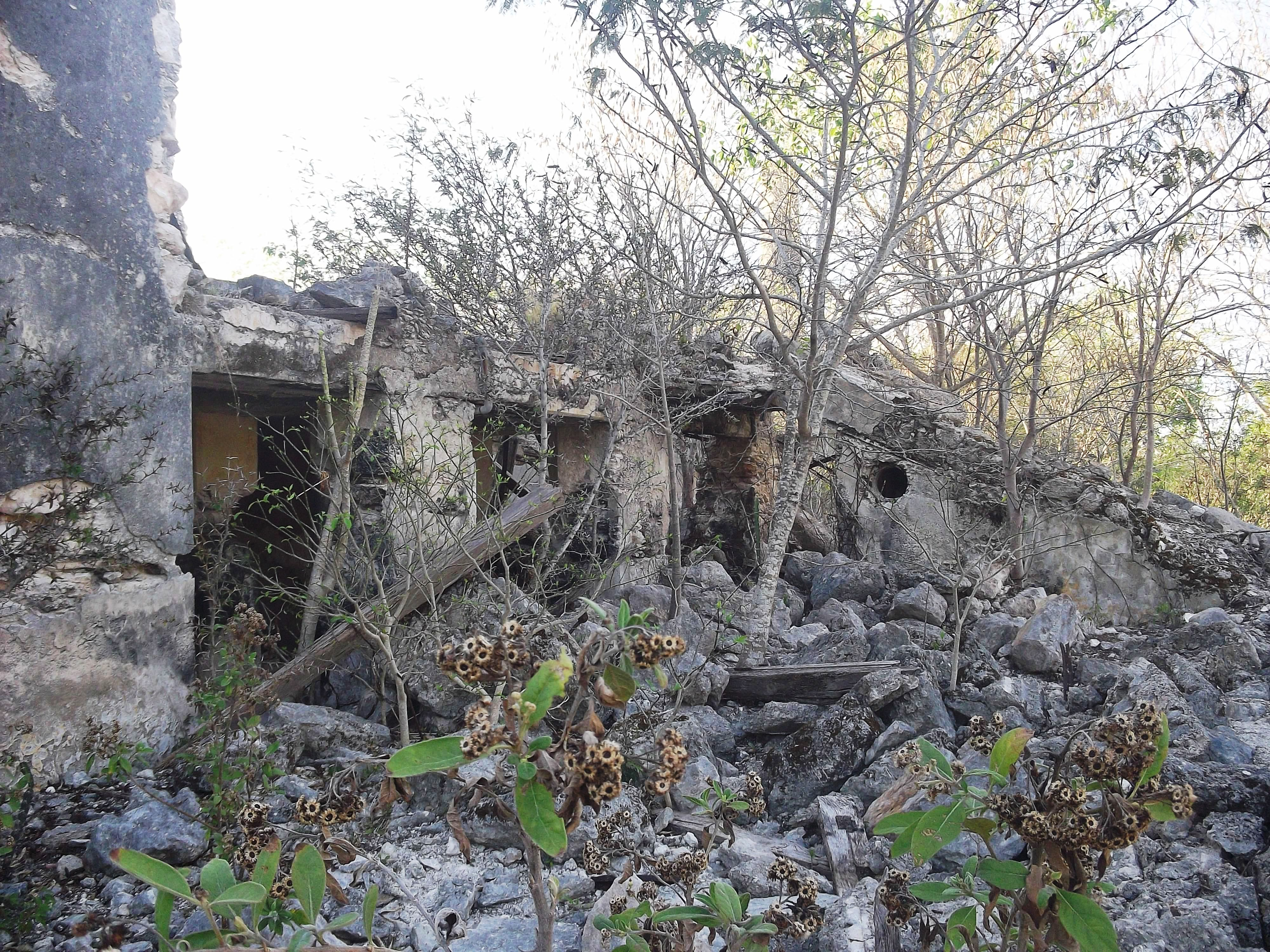
Vista de la hacienda Tekat.